# Justinas Nekrašas
Justinas Nekrašas (* 1927 in Kaunas; † 1997 in Vilnius) war ein litauischer Ingenieur und Politiker, Vizeminister der Energiewirtschaft.

## Leben
1943 absolvierte Justinas Nekrašas die Grundschule Šančiai, 1947 Kauno politechnikumas und 1955 das Diplomstudium am Kauno politechnikos institutas. 1947–1955 arbeitete er als Inspektor in Petrašiūnai,  1955–1957 leitete er Rėkyva-VRE als Direktor und 1957 die Stadtgemeinde Šiauliai. Ab 1957 war er Beamter,
1971–1980 stellv. Minister am Energiewirtschafts- und Elektrifikationsministerium der Sowjetunion, ab 1972 leitete er das Journal „Energetika“ als Chefredakteur in Moskau.  1963–1971 und ab 1985 war er Deputat im Obersten Sowjet von Sowjetlitauen.
Sein Grab befindet sich im Friedhof Antakalnis.

## Ehrung
- 1964: Verdienter Ingenieur

## Quelle
Justinas Nekrašas. Tarybų Lietuvos enciklopedija, T. 3 (Masaitis-Simno). – Vilnius: Vyriausioji enciklopedijų redakcija, 1987. - 191 psl.
| Personendaten    | Personendaten                                                           |
| ---------------- | ----------------------------------------------------------------------- |
| NAME             | Nekrašas, Justinas                                                      |
| KURZBESCHREIBUNG | litauischer Ingenieur und Politiker, Vizeminister der Energiewirtschaft |
| GEBURTSDATUM     | 1927                                                                    |
| GEBURTSORT       | Kaunas                                                                  |
| STERBEDATUM      | 1997                                                                    |
| STERBEORT        | Vilnius                                                                 |